# Comuna Dulcești, Neamț
Dulcești (în maghiară Dulcsest) este o comună în județul Neamț, Moldova, România, formată din satele Brițcani, Cârlig, Corhana, Dulcești (reședința), Poiana și Roșiori.

## Așezare
Comuna se află în zona estică a județului, pe malul drept al râului Moldova. Este străbătută de șoseaua națională DN15D, care leagă Piatra Neamț de Roman. Din acest drum, la Dulcești se ramifică șoseaua județeană DJ157A, care o leagă spre nord de Văleni și Bârgăuani.

## Demografie
Componența etnică a comunei Dulcești
     Români (90,6%)
     Alte etnii (0,81%)
     Necunoscută (8,59%)
Componența confesională a comunei Dulcești
     Ortodocși (72,33%)
     Romano-catolici (18,23%)
     Alte religii (0,62%)
     Necunoscută (8,83%)
Conform recensământului efectuat în 2021, populația comunei Dulcești se ridică la 2.096 de locuitori, în scădere față de recensământul anterior din 2011, când fuseseră înregistrați 2.293 de locuitori. Majoritatea locuitorilor sunt români (90,6%), iar pentru 8,59% nu se cunoaște apartenența etnică. Din punct de vedere confesional, majoritatea locuitorilor sunt ortodocși (72,33%), cu o minoritate de romano-catolici (18,23%), iar pentru 8,83% nu se cunoaște apartenența confesională.

## Politică și administrație
Comuna Dulcești este administrată de un primar și un consiliu local compus din 11 consilieri. Primarul, Paul-Daniel Cucu[*], de la Partidul Național Liberal, este în funcție din 1 noiembrie 2024. Începând cu alegerile locale din 2024, consiliul local are următoarea componență pe partide politice:
|  | Partid                    | Consilieri | Componența Consiliului | Componența Consiliului | Componența Consiliului | Componența Consiliului | Componența Consiliului |
|  | ------------------------- | ---------- | ---------------------- | ---------------------- | ---------------------- | ---------------------- | ---------------------- |
|  | Partidul Național Liberal | 5          |                        |                        |                        |                        |                        |
|  | Partidul Social Democrat  | 3          |                        |                        |                        |                        |                        |
|  | Uniunea Salvați România   | 3          |                        |                        |                        |                        |                        |

## Istorie
La sfârșitul secolului al XIX-lea, comuna făcea parte din plasa Siretul de Jos a județului Roman și era formată din satele Corhana, Dulcești și Roșiori, având 1240 de locuitori ce trăiau în 335 de case. În comună existau două biserici și o școală mixtă cu 15 elevi. Anuarul Socec din 1925 o consemnează în aceeași plasă, având 2504 locuitori în satele Cârligu, Corhana, Dulcești, Roșiori, Brițcani și Poiana.
În 1950, comuna a fost transferată raionului Roman din regiunea Bacău. În 1968, ea a trecut la județul Neamț și a inclus și satele Ruginoasa și Bozienii de Sus de la fosta comună Bozieni-Balș, desființată. Cele două sate s-au separat din nou în 2003, formând comuna Ruginoasa.

## Monumente istorice

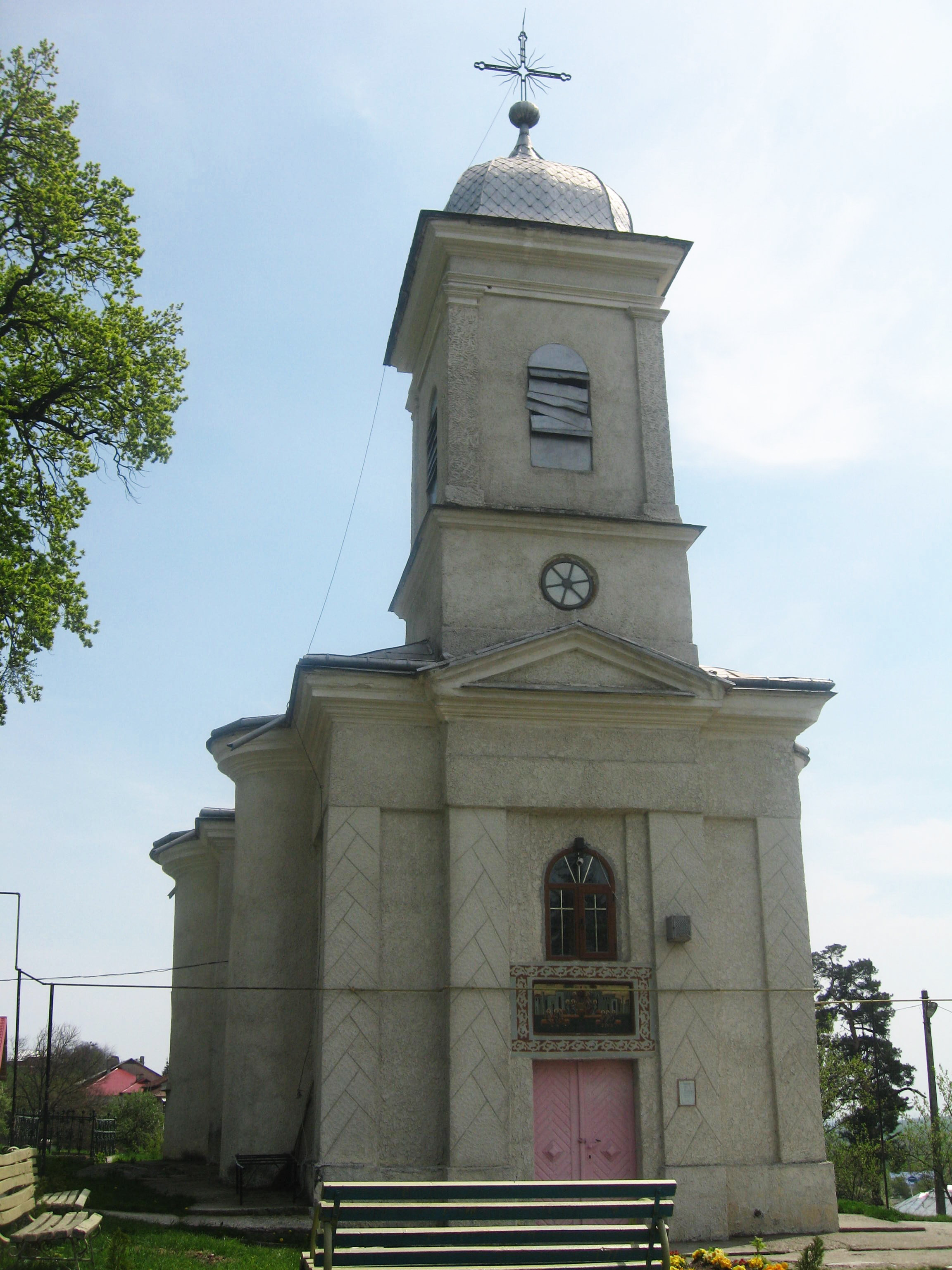
Biserica „Pogorârea Sfântului Duh” din Dulcești, monument istoric de arhitectură de interes local

Șapte obiective din comuna Dulcești sunt incluse în lista monumentelor istorice din județul Neamț ca monumente de interes local. Trei dintre ele sunt situri arheologice: situl de „la Grădinărie” (2 km vest de satul Dulcești) cuprinde urmele unor așezări din perioada Halstatt și din secolele al VI-lea–al VII-lea e.n.; situl de la „Siliștea” (satul Poiana) conține așezări din Epoca Bronzului târziu (cultura Noua), secolele al II-lea–al III-lea e.n. (perioada Latène târziu) și secolele al VI-lea–al VIII-lea (epoca migrațiilor); situl de „deasupra Varniței” (satul Poiana) cuprinde o așezare și o necropolă din secolele al II-lea–al III-lea e.n. Alte două obiective sunt clasificate ca monumente de arhitectură: moara (1929) din Dulcești și biserica „Pogorârea Sfântului Duh” (1605, cu transformări în secolele al XVIII-lea și al XIX-lea) din același sat. Ultimele două obiective sunt clasificate ca monumente memoriale sau funerare: mormintele istoricilor Constantin și Alexandru Hurmuzachi (secolul al XIX-lea) și crucea memorială a eroilor din Primul Război Mondial (1920), ambele situate în incinta bisericii „Pogorârea Sfântului Duh” din Dulcești.